# .pn
.pn (Ilhas Pitcairn) é o código TLD (ccTLD) na Internet para a Pitcairn.